# Santiago de Calatrava
Pour les articles homonymes, voir Santiago (homonymie) et Calatrava.
Santiago de Calatrava est une commune située dans la province de Jaén de la communauté autonome d'Andalousie en Espagne.

## Administration
| Période                                  | Période | Identité | Étiquette | Qualité |
| ---------------------------------------- | ------- | -------- | --------- | ------- |
| N/A                                      | N/A     | N/A      | N/A       | Maire   |
| Les données manquantes sont à compléter. |         |          |           |         |